# Bal des ifs

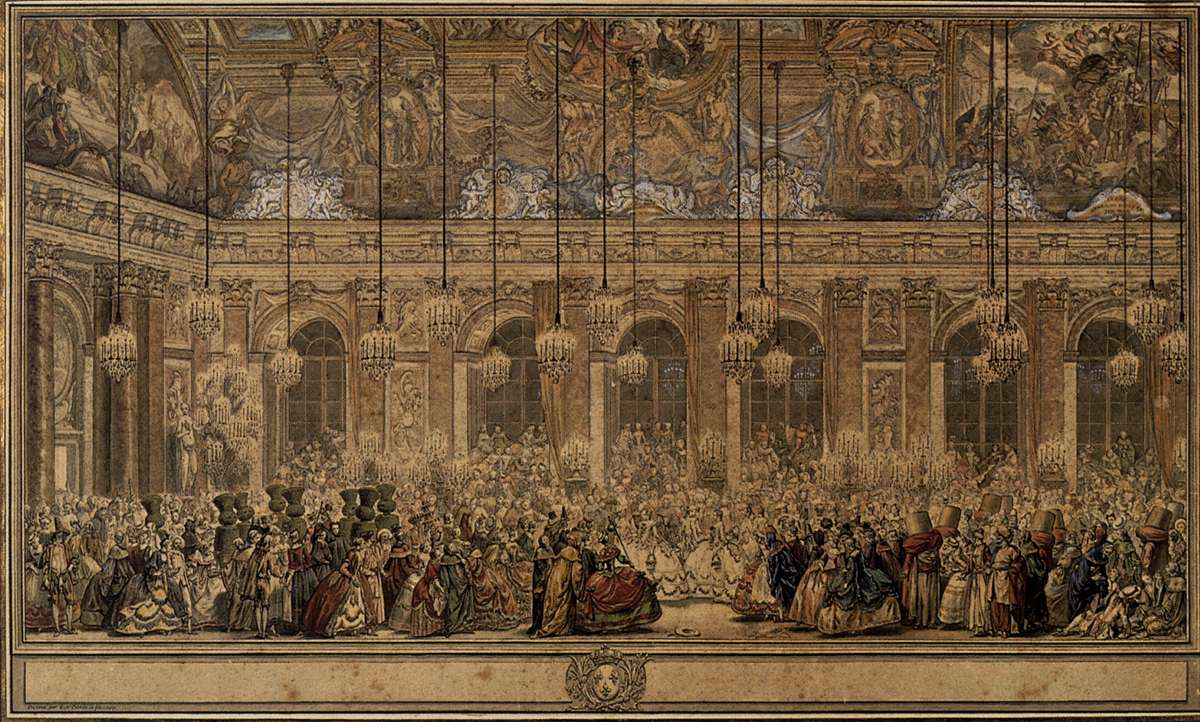
Bal des ifs (Nicolas Cochin, 1745)

Le bal des ifs (česky Tisový ples) byl maškarní ples (Bal masqué), pořádaný k příležitosti svatby francouzského dauphina Ludvíka Ferdinanda a španělské infantky Marie Terezy v noci z 25. na 26. února 1745 na zámku ve Versailles. Tento ples znamenal začátek mileneckého poměru mezi králem Ludvíkem XV. a Jeanne-Antoinette Poisson d’Etiolles, později známou jako markýza de Pompadour.

## Historický kontext
Velkolepý maškarní ples byl v Zrcadlovém sále oficiálně uspořádán k oslavě svatby dauphina Ludvíka Ferdinanda a infantky Marie Terezy. Opravdovým středem zájmu byl ale jiný pár; na královském dvoře se proslýchalo o citovém vzplanutí krále k neznámé mladé ženě, manželce pana Charlese-Guillauma d'Etiolles, jisté Jeanne-Antoinette Poisson, s níž se král poprvé setkal na lovu v Sénartském lese v údolí Seiny. Datum jejich prvního setkání není známé.
Od smrti Marie-Anny de Mailly-Nesle, vévodkyně z Châteauroux, v prosinci 1744, která byla poslední oficiální královskou milenkou, se všechny ženy u dvora snažily zaujmout krále, aby zaujaly její místo. Král se rozhodl uspořádat maškarní ples právě proto, aby se mohl inkognito mísit s davem, a následně mohl být vybrán jednou z přítomných dam zcela nezáměrně.

## Průběh plesu
Ples začal ve 23:30 h. a pokračoval až do 8:30 h. ráno. Před zámkem se začaly sjíždět stovky kočárů. Hosté s nasazenými maskami a bez pozvánek se shromažďovali v Herkulově salónu (Salon d’Hercule). Na otevření velkých dveří od králova Velkého bytu (Grand Appartement du Roi), což znamenalo oficiální započetí slavnosti, čekalo 15 000 hostů. Mezitím se mohli občerstvit u rybího rautu (bylo totiž postní období), dále byly připraveny dorty, pyramidy ovoce a sladkostí, vín a likérů.
Když se dveře otevřely, objevila se pouze královna Marie s dauphinem a Marií Terezou, kteří byli oblečeni jako pastýř a pastýřka. Později se na plese objevilo osm osob, v kostýmu tisových stromů, což upoutalo velkou pozornost, zejména mladých žen. Když se jeden z tisů uklonil, některé z nich omdlely; „to byl pravděpodobně on“ (král). Jeden z tisů se pak přesunul k hezké pastýřce; to mohl být jedině král a madame d’Etiolles. Král s sebou na tři následující plesy vzal pokaždé mladou ženu. Jejich setkání se opakovala a 14. září 1745 byla madame d’Etiolles oficiálně uvedena ke dvoru, s titulem markýza de Pompadour. Stala se oficiální královou milenkou, kterou byla až do své smrti v roce 1764. V roce 1768 se stala novou oficiální milenkou krále madame du Barry.